# Viktor Kopyl
Viktor Kopyl (Volodímir-Volinski, 10 de julio de 1960 - ibídem, 8 de agosto de 2014) fue un futbolista ucraniano que jugaba en la demarcación de defensa.

## Biografía
Debutó como futbolista con el FC Volyn Lutsk, donde jugó durante dos años, jugando un total de 35 partidos. En 1980 fichó por el FC Kryvbas, que, aunque sólo jugó una temporada, jugó 39 partidos. Tras jugar en el FK Karpaty Lviv, se fue a Moldavia para jugar en el FC Zimbru Chișinău. Posteriormente pasó por el SKA Lviv y por el FC Elektrometalurh-NZF Nikopol, jugando en segunda división. En 1984 volvió al FC Volyn Lutsk, y un año después al FC Kryvbas. Jugó durante cuatro años, y llegó a jugar 133 partidos y llegando a marcar cuatro goles. También jugó en el MFC Kremin Kremenchuk, MFC Mykolaiv, FC Sodovik Sterlitamak y en el FC Artania Ochakov, donde se retiró en 1993.
Falleció el 8 de agosto de 2014 en Volodímir-Volinski a los 54 años de edad tras una larga enfermedad.

## Clubes
| Club                           | País            | Año         | Partidos | Goles |
| ------------------------------ | --------------- | ----------- | -------- | ----- |
| FC Volyn Lutsk                 | RSS de Ucrania  | 1978 - 1980 | 35       | 0     |
| FC Kryvbas                     | RSS de Ucrania  | 1980 - 1981 | 39       | 0     |
| FK Karpaty Lviv                | RSS de Ucrania  | 1981 - 1982 | 32       | 2     |
| FC Zimbru Chișinău             | RSS de Moldavia | 1982        | 1        | 0     |
| SKA Lviv                       | RSS de Ucrania  | 1982 - 1984 | 42       | 1     |
| FC Elektrometalurh-NZF Nikopol | RSS de Ucrania  | 1984        | 13       | 0     |
| FC Volyn Lutsk                 | RSS de Ucrania  | 1984 - 1985 | 7        | 1     |
| FC Kryvbas                     | RSS de Ucrania  | 1985 - 1989 | 133      | 4     |
| MFC Kremin Kremenchuk          | RSS de Ucrania  | 1989        | 30       | 2     |
| MFC Mykolaiv                   | RSS de Ucrania  | 1989 - 1990 | 6        | 0     |
| MFC Kremin Kremenchuk          | RSS de Ucrania  | 1990        | 7        | 0     |
| FC Kryvbas                     | RSS de Ucrania  | 1990 - 1991 | 7        | 0     |
| FC Sodovik Sterlitamak         | Rusia           | 1991 - 1992 | 36       | 1     |
| FC Artania Ochakov             | Ucrania         | 1992 - 1993 | 16       | 1     |